# Silla
Silla (57 î.Hr. – 935 d.Hr) (hangul: 신라; hanja: 新羅, pronunție în coreeană [ɕʰiɭ.ɭa]) a fost unul din Cele trei regate ale Coreei, și una din cele mai longegive dinastii din lume. Deși a fost fondată de regele Park Hyeokgeose, dynastia a fost condusă de clanul Gyeongju Kim (김, 金) pentru cea mai mare parte din istoria sa de 992 de ani. Aliată cu China, Silla a cucerit cele două regate, Baekje în 660 și Goguryeo în 668. Ulterior, Silla Unificată, a ocupat majoritatea din Peninsula Coreeană. După aproape 1000 de ani, Silla s-a destrămat în Cele trei regate târzii efemere, Silla, Hubaekje și Hugoguryeo, predând puterea dinastiei succesoare Goryeo, în 935.